# 美查
爱内斯特·美查（Earnest Major，1830年代/1841年—1908年3月），又譯安納斯脫·美查，英国報人，企業家。他是申报的創始人。曾任上海公共租界工部局董事，通曉漢語。

## 生平
清朝同治元年（1862年）与兄弟弗莱得利克（Frederick Major）来上海经商。一開始從事貿易進出口業務，他們將歐洲的洋布販賣至大清，又將大清江南的茶葉和絲綢販賣至歐洲。不久收購立德洋行开办的金银熔炼厂，並將其更名為美查制酸厂（Majors Acid Works），主要生产硫酸。清朝光绪二年（1876年）改名江苏药水厂（Kiangsu Chemical Works）。
同治十一年（1872年）4月30日，开办申报馆，曾编印《瀛环琐记》、《四溟琐记》、《寰宇琐记》、《点石斋画报》等刊物，並用活字印刷術印刷美查版《古今图书集成》。后又創辦点石斋石印局、申昌书局。
19世纪80年代，美查又先后开办美查造胰（制皂）厂、燧昌自来火局、上海榨油厂。後來美查兄弟及其他股东合资经营的企业组成美查公司。清光绪十五年（1889年）9月24日，美查公司改为股份有限公司。同年美查回到英國，並在伦敦去世。